# Serveur FTP

Connexion client FTP sur un serveur FTP.

Le serveur FTP (File Transfer Protocol) permet de transférer des fichiers par Internet ou par le biais d'un réseau informatique local (intranet).
Toute personne en ayant l'autorisation, peut télécharger et envoyer des fichiers sur un ordinateur distant faisant fonctionner un tel serveur. Le port par défaut et le plus souvent utilisé est le port 21.

## Serveur sous Linux
On trouve de nombreux serveurs FTP pour Linux/Unix/BSD comme :
- ProFTPd,
- Pure-FTPd,
- VsFTPd,
- Wing FTP Server.
- DrFTPD
- Glftpd

## Serveurs sous Windows
Sous Windows, on trouve :
- Drftpd
- FileZilla Server
- Ioftpd
- Titan FTP Server avec FTP SFTP SSL HTTP. Propriétaire.
- TYPsoft FTP Server, freeware